# Dvojlom

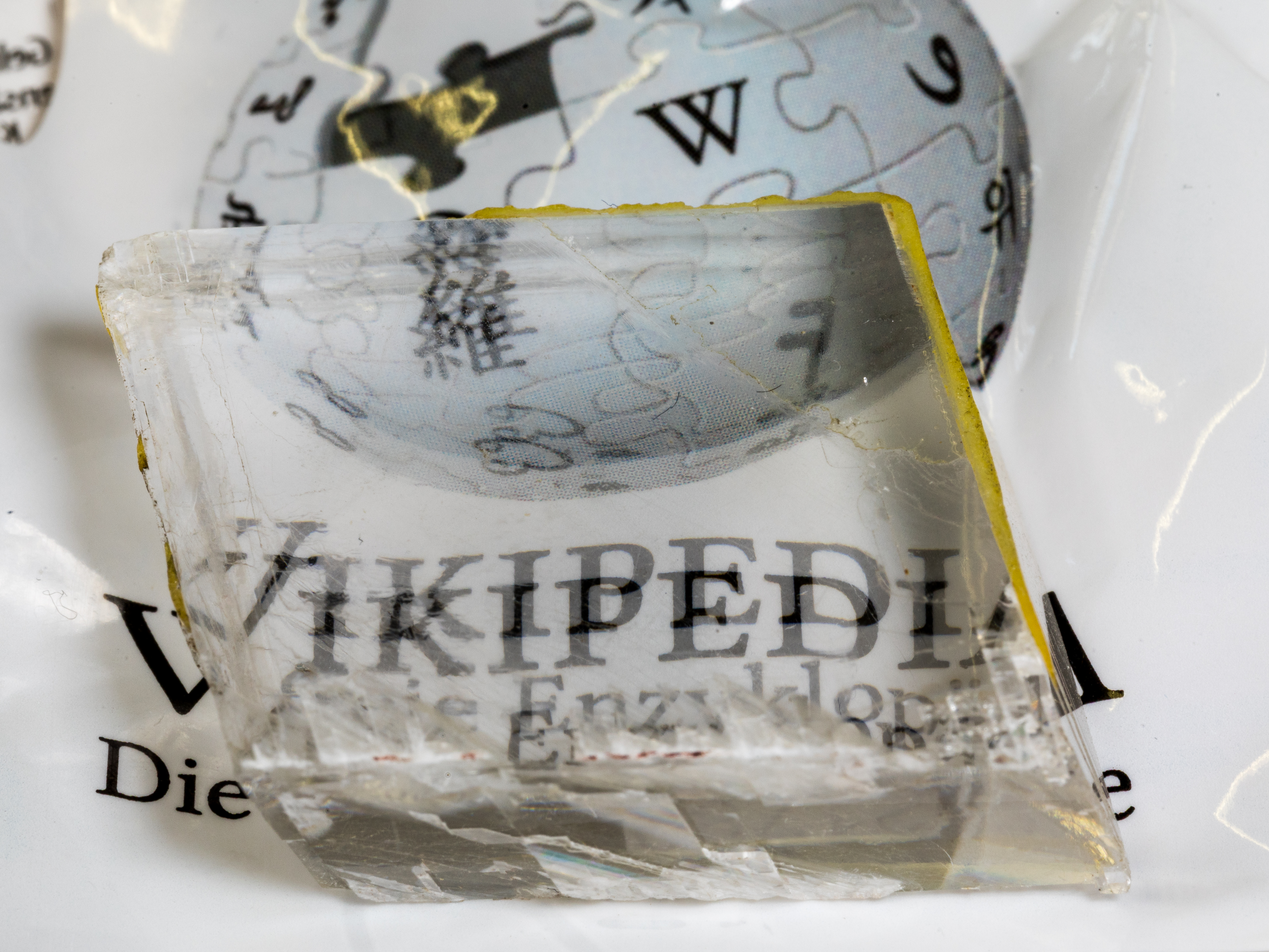
Silný dvojlom v krystalu čistého vápence.

Dvojlom je schopnost anizotropních látek štěpit paprsek světla do dvou různých směrů. V materiálu tak vznikají 2 paprsky: řádný (ordinální) a mimořádný (extraordinální). Oba paprsky ve vzniklé dvojici jsou lineárně polarizované a jejich polarizace jsou obecně navzájem kolmé. Rozštěpení je způsobeno tím, že index lomu materiálu závisí na polarizaci světla.
Světlo z většiny zdrojů je nepolarizované a je tak směsicí všech možných polarizací. Když nepolarizovaný paprsek dopadne na rozhraní s dvojlomným materiálem, fotony se podle svých původních polarizací roztřídí do dvou nových paprsků, které se lámou pod různými úhly, protože na oba působí různé indexy lomu. Někdy se pod pojmem dvojlom rozumí závislost indexu lomu na polarizaci světla.
Na vzniklé paprsky působí buď řádný index lomu {\displaystyle n_{\mathrm {o} }} nebo mimořádný index lomu {\displaystyle n_{\mathrm {e} }}. Kvůli různým indexům lomu je světlo schopné procházet látkou jen jako polarizované. Fyzickým důsledkem toho je, že svazek se rozdělí na dva lineárně polarizované paprsky, které prochází materiálem v různých směrech (paprsek řádný a mimořádný). Směr lomu mimořádného paprsku v dvojlomných látkách neodpovídá standardnímu Snellovu zákonu a pro určení výsledného směru tohoto paprsku je třeba znát navíc i orientaci mřížky v materiálu, na který světlo dopadá (tato orientace nemusí odpovídat stěně materiálu).

## Využití
Látky vykazující dvojlom nalézají použití zejména v optice jako materiály pro vlnové destičky a optické kompenzátory.

## Umělý dvojlom
Dvojlom mohou vykazovat i izotropní látky pod vlivem anizotropních stimulů ze svého okolí. Látky, které za normálních okolností nejsou dvojlomné jej mohou začít vykazovat pokud jsou vystaveny elektrickému či magnetickému poli nebo mechanickému namáhání. Dvojlom vzniklý v látce v důsledku podmětu z okolí nazýváme umělý dvojlom.
Vznik dvojlomu při mechanickém namáhání (či vnitřním napětí) nazýváme elastooptický jev. Dvojlom vzniklý vložením látky do elektrického pole je popisován Kerrovým a Pockelsovým jevem. Dvojlom způsobený magnetickým polem vysvětluje Cotton-Moutonův jev.